# Épithalamus
Ne doit pas être confondu avec Hypothalamus.
L'épithalamus désigne la portion dorsale du diencéphale formée de l'épiphyse, de l'habenula et de la strie médullaire. C'est une région du cerveau dont les fonctions sont encore mal connues mais qui participe via la sécrétion de mélatonine dans l'épiphyse au contrôle du sommeil et à la régulation de fonctions végétatives comme la faim et la soif au niveau de l'habenula. Par ailleurs, l'épithalamus joue un rôle d'interface entre le système limbique et le reste du cerveau.